# Saison 2019-2020 du RCD Espanyol
 (avril 2021).
Maillots
Chronologie
Saison précédente Saison suivante
La saison 2019-2020 du RCD Espanyol est la 118e de l'histoire du club et la 79e en championnat d'Espagne. Il est également en lice pour la Coupe du Roi et la Ligue Europa. Le club retrouve la compétition européenne douze ans après sa dernière participation en Coupe UEFA lors de l'édition 2006-2007, qui s'était soldé par un parcours réussi et une finale perdue contre le Séville FC.
Fort de sa saison 2018-2019 qui le voit finir septième de Liga, l'Espanyol enregistre l'arrivée de joueurs tels que Fernando Calero, Ander Iturraspe ou Jonathan Calleri au mercato d'été. Le club réalise la plus grosse vente de son histoire avec le transfert de Borja Iglesias au Real Betis pour la somme de 28 millions d'euros.
Les débuts en championnat ne sont pas réussis par les Pericos qui s'inclinent dès la première journée à domicile, au RCDE Stadium, contre le Séville FC (0-2). Très vite, les Catalans s'enlisent avec des performances décevantes et n'obtiennent qu'une victoire en huit journées. L'entraîneur David Gallego est donc limogé, remplacé par Pablo Machín le 7 octobre 2019. Malgré un effectif de qualité, l'Espanyol ne parvient pas à se sortir de sa situation et s'installe durablement dans le bas du classement. Après dix rencontres et une seule victoire, Machín est à son tour remercié par le club. 
Abelardo devient le troisième entraîneur de l'Espanyol en décembre, à la fin de la phase aller. Le premier match qu'il dirige amène de l'espoir au club car les Pericos tiennent tête aux voisins du FC Barcelone lors du derby sur le score de 2-2, arraché en fin de match grâce à un but de Wu Lei. Le succès 2-1 face au Villarreal CF la journée suivante, troisième de la saison, n'est pas confirmé durant les journées suivantes. Malgré une quatrième victoire contre Majorque, l'Espanyol obtient des nuls face à Bilbao, Séville et l'Atlético qui ne lui permettent pas de se sortir de la zone de relégation.
La pandémie de Covid-19 qui touche l'Espagne au mois de mars 2020 conduit à la suspension du championnat pendant trois mois. En juin, la compétition reprend avec une fréquence de matches importante. L'Espanyol retrouve les terrains et par la même la victoire contre le Deportivo Alavés mais enchaîne par deux défaites et un nul qui confortent leur place dans le bas du tableau et seront fatales à Abelardo, limogé le 27 juin 2020. Il est remplacé par Francisco Rufete jusqu'à la fin de la saison. C'est donc le quatrième entraîneur à prendre les rênes de l'équipe, fait rare dans le football.
Le point de satisfaction pour l'Espanyol est son parcours en Ligue Europa. Le club passe par les phases qualificatives avec succès et domine aisément la phase de groupe, terminant premier avec trois victoires, deux nuls et une défaite en six matches. Les Catalans sont toutefois balayés 4-0 en seizièmes de finale aller contre Wolverhampton et éliminés de la compétition malgré une victoire 3-2 d'orgueil au retour. En Coupe d'Espagne, l'Espanyol est éliminé en seizièmes de finale par la Real Sociedad, futur vainqueur de la compétition.

## Équipe

### Joueurs prêtés
Le tableau suivant liste les joueurs en prêt pour la saison 2019-2020.

## Résumé de la saison

### Championnat

#### Une entame ratée - Journées 1 à 8
L'Espanyol commence sa saison en championnat le 18 août 2019 en recevant le Séville FC au RCDE Stadium. Les Catalans essuient une défaite 0-2. Le club obtient un nul la journée suivante au Deportivo Alavés sur le score vierge de 0-0. Il attend la quatrième journée pour remporter son premier match à l'occasion d'un déplacement à la SD Eibar grâce à des buts de Facundo Ferreyra et d'Esteban Granero (victoire 1-2). Menés 1-0 en seconde période, les Pericos parviennent à renverser la vapeur en fin de rencontre, et en l'espace de trois minutes, pour récolter les trois premiers points de la saison. Cependant, l'Espanyol subit un nouveau revers à domicile la journée suivante en s'inclinant 1-3 face à la Real Sociedad. Le club s'enlise progressivement dans la zone de relégation alors qu'il ne parvient pas à tirer profit de ses rencontres à domicile. Durant la sixième journée, les Catalans ouvrent le score sur la pelouse du Celta de Vigo grâce à Adrià Pedrosa mais sont rejoints en toute fin de rencontre, dans le temps additionnel, et concèdent le nul. Le 7 octobre, après deux nouvelles défaites contre le Real Valladolid et le RCD Majorque, David Gallego est remercié par le club. Il est remplacé par Pablo Machín, ayant notamment entraîné le Girona FC et le Séville FC.

#### Enchaînement inquiétant de mauvais résultats - Journées 9 à 18
Le premier match de Machín se joue à domicile contre le Villarreal CF. Il choisit l'un des schémas tactique qui l'a fait connaître lors de son passage à Gérone, un 3-4-2-1. Malgré cela, l'Espanyol est défait par un but de Karl Toko-Ekambi en début de première période. Les Pericos s'imposent pour la deuxième fois de la saison en championnat sur le terrain de Levante grâce à une réalisation du défenseur colombien Bernardo Espinosa. Le club demeure néanmoins relégable et ne concrétise pas sa relance durant son déplacement à San Mamés. Il est largement dominé par l'Athletic Bilbao, emmené par Iker Muniain, auteur d'un doublé, pour un succès 3-0. L'Espanyol entame bien la douzième journée face au Valence CF, à domicile. Profitant d'une main dans la surface, il ouvre le score par le biais de Marc Roca sur penalty. Le club parvient à conserver son avantage jusqu'à la seconde mi-temps où Valence obtient à son tour un penalty, transformé par Dani Parejo. Maxi Gómez donne la victoire aux siens et empêche les Catalans d'obtenir leur premier succès à domicile de la saison. L'Espanyol est défait 3-1 par l'Atlético de Madrid la journée suivante, malgré l'ouverture du score de Sergi Darder. 
Après trois matchs sans victoire, les Blanquiazules obtiennent un point à domicile face à Getafe, Wu Lei répondant au but précoce de Jaime Mata. La quinzième journée se joue une nouvelle fois au RCDE Stadium, contre le CA Osasuna. Bien parti, l'Espanyol sabre son avantage obtenu par un but sur penalty de Roca dès l'entame de la seconde période. Rubén García égalise d'une tête surprenant Diego López avant qu'Ezequiel Ávila ne profite d'une mauvaise passe en retrait d'Espinosa pour donner l'avantage à Osasuna en l'espace de trois minutes. L'Espanyol ne tire pas profit de l'expulsion de Facundo Roncaglia et concède même deux autres buts. Jonathan Calleri réduit la marque mais le club s'incline une nouvelle fois sur son terrain (2-4). Défaits 2-0 sur la pelouse du Real Madrid, les Pericos ne gagnent toujours pas à domicile, obtenant un nul 2-2 contre le Real Betis pour le compte de la dix-septième journée. Une nouvelle défaite à Leganés a raison de Machín qui est démis de ses fonctions le 23 décembre.

#### Arrivée d'Abelardo
Le 27 décembre, Abelardo est nommé entraîneur du club. L'Espanyol débute la nouvelle année par le derby barcelonais contre le FC Barcelone. Pour le premier match d'Aberlado, les Pericos montrent un meilleur visage et parviennent à arracher un nul 2-2 grâce à un but de Wu en fin de rencontre. La journée suivante, le club s'impose à l'extérieur face au Villarreal CF sur le score de 1-2, avec un but de nouvel attaquant Raúl de Tomás, recrue la plus chère de son histoire. L'Espanyol est une nouvelle fois freiné à domicile le 25 janvier en concédant le nul 1-1 contre l'Athletic Bilbao. Il entame le mois de février par une défaite 2-1 à Grenade malgré un but sur penalty de De Tomás en première période. Le 9 février, les Pericos remportent leur premier match à domicile de la saison grâce à une nouvelle réalisation de De Tomás qui scelle un court succès 1-0 face à Majorque.

## Compétitions

### Championnat
| 1re journée                 | Espanyol               | 0 - 2   | Séville FC                            |                                                             |                                                             |
| Dimanche 18 août 2019 19h00 |                        | (0 - 1) | 44e Reguilón · 86e Nolito ( Reguilón) | RCDE Stadium Spectateurs : 18 920 Arbitrage : Juan Martínez | RCDE Stadium Spectateurs : 18 920 Arbitrage : Juan Martínez |
| Dimanche 18 août 2019 19h00 | Sánchez 52e · Roca 59e | Rapport | 39e Reguilón · 50e Ocampos            | RCDE Stadium Spectateurs : 18 920 Arbitrage : Juan Martínez | RCDE Stadium Spectateurs : 18 920 Arbitrage : Juan Martínez |

| 2e journée                  | Deportivo Alavés                 | 0 - 0   | Espanyol |                                                                       |                                                                       |
| Dimanche 25 août 2019 17h00 |                                  |         |          | Stade de Mendizorroza Spectateurs : 11 152 Arbitrage : Eduardo Prieto | Stade de Mendizorroza Spectateurs : 11 152 Arbitrage : Eduardo Prieto |
| Dimanche 25 août 2019 17h00 | Pina 7e · Wakaso 40e · Vidal 83e | Rapport | 39e Vilà | Stade de Mendizorroza Spectateurs : 11 152 Arbitrage : Eduardo Prieto | Stade de Mendizorroza Spectateurs : 11 152 Arbitrage : Eduardo Prieto |

| 3e journée                        | Espanyol               | 0 - 3   | Grenade CF                                        |                                                          |                                                          |
| Dimanche 1er septembre 2019 19h00 |                        | (0 - 1) | 13e Puertas · 61e Fernández · 74e Azeez ( Machís) | RCDE Stadium Spectateurs : 18 920 Arbitrage : César Soto | RCDE Stadium Spectateurs : 18 920 Arbitrage : César Soto |
| Dimanche 1er septembre 2019 19h00 | Corchia 2e · Naldo 40e | Rapport | 31e Herrera · 80e Montoro · 84e Fernández         | RCDE Stadium Spectateurs : 18 920 Arbitrage : César Soto | RCDE Stadium Spectateurs : 18 920 Arbitrage : César Soto |

| 4e journée                       | SD Eibar                      | 1 - 2   | Espanyol                                  |                                                         |                                                         |
| Dimanche 15 septembre 2019 12h00 | Ramis 58e                     | (0 - 0) | 76e Ferreyra ( Vargas) · 79e Granero      | Ipurua Spectateurs : 5 410 Arbitrage : Valentín Pizarro | Ipurua Spectateurs : 5 410 Arbitrage : Valentín Pizarro |
| Dimanche 15 septembre 2019 12h00 | José Ángel 25e · Expósito 69e | Rapport | 48e, 91e Naldo · 61e Roca · 90+6e Pedrosa | Ipurua Spectateurs : 5 410 Arbitrage : Valentín Pizarro | Ipurua Spectateurs : 5 410 Arbitrage : Valentín Pizarro |

| 5e journée                       | Espanyol         | 1 - 3   | Real Sociedad                                        |                                                              |                                                              |
| Dimanche 22 septembre 2019 14h00 | Zaldúa 71e (csc) | (0 - 2) | 18e José ( Oyarzabal) · 34e José ( Portu) · 75e Isak | RCDE Stadium Spectateurs : 18 412 Arbitrage : Adrián Cordero | RCDE Stadium Spectateurs : 18 412 Arbitrage : Adrián Cordero |
| Dimanche 22 septembre 2019 14h00 | Granero 27e      | Rapport |                                                      | RCDE Stadium Spectateurs : 18 412 Arbitrage : Adrián Cordero | RCDE Stadium Spectateurs : 18 412 Arbitrage : Adrián Cordero |

| 6e journée                    | Celta Vigo                | 1 - 1   | Espanyol                                                       |                                                              |                                                              |
| Jeudi 26 septembre 2019 20h00 | ( Mallo) Mina 90+5e       | (0 - 0) | 48e Pedrosa ( Calleri)                                         | Stade Balaídos Spectateurs : 16 663 Arbitrage : José Sánchez | Stade Balaídos Spectateurs : 16 663 Arbitrage : José Sánchez |
| Jeudi 26 septembre 2019 20h00 | Lobotka 44e · Aspas 90+2e | Rapport | 32e Calero · 70e Naldo · 73e Ávila · 80e Sánchez · 87e Calleri | Stade Balaídos Spectateurs : 16 663 Arbitrage : José Sánchez | Stade Balaídos Spectateurs : 16 663 Arbitrage : José Sánchez |

| 7e journée                       | Espanyol                                | 0 - 2   | Real Valladolid                         |                                                                |                                                                |
| Dimanche 29 septembre 2019 12h00 |                                         | (0 - 1) | 25e (pen.) Míchel · 90+4e Plano ( Ünal) | RCDE Stadium Spectateurs : 20 269 Arbitrage : Guillermo Cuadra | RCDE Stadium Spectateurs : 20 269 Arbitrage : Guillermo Cuadra |
| Dimanche 29 septembre 2019 12h00 | Sánchez 23e · J. López 35e · Calero 65e | Rapport |                                         | RCDE Stadium Spectateurs : 20 269 Arbitrage : Guillermo Cuadra | RCDE Stadium Spectateurs : 20 269 Arbitrage : Guillermo Cuadra |

| 8e journée                    | RCD Majorque                        | 2 - 0   | Espanyol                               |                                                                      |                                                                      |
| Dimanche 6 octobre 2019 12h00 | ( Sastre) Budimir 37e · Sevilla 73e | (1 - 0) |                                        | Stade de Son Moix Spectateurs : 14 426 Arbitrage : Ricardo De Burgos | Stade de Son Moix Spectateurs : 14 426 Arbitrage : Ricardo De Burgos |
| Dimanche 6 octobre 2019 12h00 | Sevilla 64e                         | Rapport | 19e Sánchez · 61e L. López · 62e Naldo | Stade de Son Moix Spectateurs : 14 426 Arbitrage : Ricardo De Burgos | Stade de Son Moix Spectateurs : 14 426 Arbitrage : Ricardo De Burgos |

| 9e journée                     | Espanyol                         | 0 - 1   | Villarreal CF   |                                                                |                                                                |
| Dimanche 20 octobre 2019 16h00 |                                  | (0 - 1) | 17e Toko-Ekambi | RCDE Stadium Spectateurs : 19 766 Arbitrage : Carlos Del Cerro | RCDE Stadium Spectateurs : 19 766 Arbitrage : Carlos Del Cerro |
| Dimanche 20 octobre 2019 16h00 | Espinosa 90+2e · Di. López 90+5e | Rapport | 51e Iborra      | RCDE Stadium Spectateurs : 19 766 Arbitrage : Carlos Del Cerro | RCDE Stadium Spectateurs : 19 766 Arbitrage : Carlos Del Cerro |

| 10e journée                    | Levante UD                | 0 - 1   | Espanyol                                |                                                                          |                                                                          |
| Dimanche 27 octobre 2019 16h00 |                           | (0 - 1) | 38e Espinosa ( Vargas)                  | Stade Ciutat de València Spectateurs : 18 934 Arbitrage : Pablo González | Stade Ciutat de València Spectateurs : 18 934 Arbitrage : Pablo González |
| Dimanche 27 octobre 2019 16h00 | Clerc 78e · Miramón 90+1e | Rapport | 42e Naldo · 65e Gómez · 90+4e Campuzano | Stade Ciutat de València Spectateurs : 18 934 Arbitrage : Pablo González | Stade Ciutat de València Spectateurs : 18 934 Arbitrage : Pablo González |

| 11e journée                    | Athletic Bilbao                                      | 3 - 0   | Espanyol     |                                                          |                                                          |
| Mercredi 30 octobre 2019 20h00 | ( García) Muniain 4e · Muniain 17e · Gómez 79e (csc) | (2 - 0) |              | San Mamés Spectateurs : 37 094 Arbitrage : Juan Martínez | San Mamés Spectateurs : 37 094 Arbitrage : Juan Martínez |
| Mercredi 30 octobre 2019 20h00 |                                                      | Rapport | 53e Espinosa | San Mamés Spectateurs : 37 094 Arbitrage : Juan Martínez | San Mamés Spectateurs : 37 094 Arbitrage : Juan Martínez |

| 12e journée                  | Espanyol        | 1 - 2   | Valence CF                               |                                                                |                                                                |
| Samedi 2 novembre 2019 13h00 | Roca 31e (pen.) | (1 - 0) | 69e (pen.) Parejo · 80e Gómez ( Rodrigo) | RCDE Stadium Spectateurs : 18 428 Arbitrage : Valentín Pizarro | RCDE Stadium Spectateurs : 18 428 Arbitrage : Valentín Pizarro |
| Samedi 2 novembre 2019 13h00 |                 | Rapport | 30e Kondogbia                            | RCDE Stadium Spectateurs : 18 428 Arbitrage : Valentín Pizarro | RCDE Stadium Spectateurs : 18 428 Arbitrage : Valentín Pizarro |

| 13e journée                    | Atlético Madrid                                                     | 3 - 1   | Espanyol                    |                                                                |                                                                |
| Dimanche 8 novembre 2019 16h00 | ( Morata) Correa 45+1e · ( Vitolo) Morata 58e · ( Costa) Koke 90+1e | (1 - 1) | 38e Darder (Sánchez)        | Wanda Metropolitano Spectateurs : 52 772 Arbitrage : Jesús Gil | Wanda Metropolitano Spectateurs : 52 772 Arbitrage : Jesús Gil |
| Dimanche 8 novembre 2019 16h00 | Ñíguez 60e · Morata 85e                                             | Rapport | 45+3e Naldo · 64e Campuzano | Wanda Metropolitano Spectateurs : 52 772 Arbitrage : Jesús Gil | Wanda Metropolitano Spectateurs : 52 772 Arbitrage : Jesús Gil |

| 14e journée                     | Espanyol                        | 1 - 1   | Getafe CF                                               |                                                              |                                                              |
| Dimanche 24 novembre 2019 12h00 | Wu 45e                          | (1 - 1) | 3e Mata ( Olivera)                                      | RCDE Stadium Spectateurs : 21 059 Arbitrage : Pablo González | RCDE Stadium Spectateurs : 21 059 Arbitrage : Pablo González |
| Dimanche 24 novembre 2019 12h00 | Wu 56e · Roca 71e · Granero 80e | Rapport | 29e Mata · 54e Arambarri · 56e Cucurella · 90+1e Molina | RCDE Stadium Spectateurs : 21 059 Arbitrage : Pablo González | RCDE Stadium Spectateurs : 21 059 Arbitrage : Pablo González |

| 15e journée                      | Espanyol                                     | 2 - 4   | CA Osasuna                                                                |                                                            |                                                            |
| Dimanche 1er décembre 2019 16h00 | Roca 20e (pen.) · ( Da. López) Calleri 90+3e | (1 - 0) | 46e García ( Estupiñán) · 49e Ávila · 84e Moncayola · 90+2e (pen.) Torres | RCDE Stadium Spectateurs : 20 605 Arbitrage : Mario Melero | RCDE Stadium Spectateurs : 20 605 Arbitrage : Mario Melero |
| Dimanche 1er décembre 2019 16h00 | Sánchez 25e                                  | Rapport | 19e, 52e Roncaglia · 80e García · 90e Moncayola                           | RCDE Stadium Spectateurs : 20 605 Arbitrage : Mario Melero | RCDE Stadium Spectateurs : 20 605 Arbitrage : Mario Melero |

| 16e journée                  | Real Madrid                                     | 2 - 0   | Espanyol                                |                                                                   |                                                                   |
| Samedi 7 décembre 2019 13h00 | ( Benzema) Varane 37e · ( Valverde) Benzema 79e | (1 - 0) |                                         | Santiago Bernabéu Spectateurs : 64 125 Arbitrage : Santiago Jaime | Santiago Bernabéu Spectateurs : 64 125 Arbitrage : Santiago Jaime |
| Samedi 7 décembre 2019 13h00 | Vinícius 17e · Mendy 63e, 83e · Valverde 74e    | Rapport | 15e Granero · 61e Calero · 90+1e Darder | Santiago Bernabéu Spectateurs : 64 125 Arbitrage : Santiago Jaime | Santiago Bernabéu Spectateurs : 64 125 Arbitrage : Santiago Jaime |

| 17e journée                     | Espanyol                                                 | 2 - 2   | Betis Séville                                |                                                                |                                                                |
| Dimanche 15 décembre 2019 16h00 | ( Da. López) Darder 19e · Espinosa 41e                   | (2 - 1) | 4e Iglesias ( Moreno) · 67e Bartra ( Feddal) | RCDE Stadium Spectateurs : 21 408 Arbitrage : Guillermo Cuadra | RCDE Stadium Spectateurs : 21 408 Arbitrage : Guillermo Cuadra |
| Dimanche 15 décembre 2019 16h00 | Granero 15e · Calero 31e · Espinosa 85e · Ferreyra 90+3e | Rapport | 80e Feddal                                   | RCDE Stadium Spectateurs : 21 408 Arbitrage : Guillermo Cuadra | RCDE Stadium Spectateurs : 21 408 Arbitrage : Guillermo Cuadra |

| 18e journée                     | CD Leganés                                                   | 2 - 0   | Espanyol                                                          |                                                           |                                                           |
| Dimanche 22 décembre 2019 12h00 | ( Óscar) Martin Braithwaite 11e · ( Rodrigues) En-Nesyri 54e | (1 - 0) |                                                                   | Butarque Spectateurs : 10 183 Arbitrage : Javier Alberola | Butarque Spectateurs : 10 183 Arbitrage : Javier Alberola |
| Dimanche 22 décembre 2019 12h00 | Awaziem 68e                                                  | Rapport | 25e Calero · 45+3e Granero · 74e Roca · 76e Vilà · 90+3e Ferreyra | Butarque Spectateurs : 10 183 Arbitrage : Javier Alberola | Butarque Spectateurs : 10 183 Arbitrage : Javier Alberola |

| 19e journée                 | Espanyol                                 | 2 - 2   | FC Barcelone                             |                                                                |                                                                |
| Samedi 4 janvier 2020 21h00 | ( Roca) Da. López 23e · ( Vargas) Wu 88e | (1 - 0) | 50e Suárez ( Alba) · 59e Vidal ( Suárez) | RCDE Stadium Spectateurs : 31 233 Arbitrage : Carlos Del Cerro | RCDE Stadium Spectateurs : 31 233 Arbitrage : Carlos Del Cerro |
| Samedi 4 janvier 2020 21h00 | J. López 35e · Roca 62e                  | Rapport | 66e, 75e De Jong                         | RCDE Stadium Spectateurs : 31 233 Arbitrage : Carlos Del Cerro | RCDE Stadium Spectateurs : 31 233 Arbitrage : Carlos Del Cerro |

| 20e journée                    | Villarreal CF      | 1 - 2   | Espanyol                                        |                                                          |                                                          |
| Dimanche 19 janvier 2020 16h00 | Cazorla 62e (pen.) | (0 - 1) | 5e Da. López ( Naldo) · 47e De Tomás ( Calleri) | Cerámica Spectateurs : 12 053 Arbitrage : Pablo González | Cerámica Spectateurs : 12 053 Arbitrage : Pablo González |
| Dimanche 19 janvier 2020 16h00 | Trigueros 41e      | Rapport | 24e Vilà · 32e, 59e J. López · 76e De Tomás     | Cerámica Spectateurs : 12 053 Arbitrage : Pablo González | Cerámica Spectateurs : 12 053 Arbitrage : Pablo González |

| 21e journée                  | Espanyol                              | 1 - 1   | Athletic Bilbao           |                                                            |                                                            |
| Samedi 25 janvier 2020 13h00 | ( Embarba) De Tomás 63e               | (0 - 1) | 12e Villalibre ( Muniain) | RCDE Stadium Spectateurs : 27 542 Arbitrage : José Sánchez | RCDE Stadium Spectateurs : 27 542 Arbitrage : José Sánchez |
| Samedi 25 janvier 2020 13h00 | Sánchez 17e · Roca 56e · Espinosa 59e | Rapport | 9e Vesga                  | RCDE Stadium Spectateurs : 27 542 Arbitrage : José Sánchez | RCDE Stadium Spectateurs : 27 542 Arbitrage : José Sánchez |

| 22e journée                   | Grenade CF                                        | 2 - 1   | Espanyol                                   |                                                                         |                                                                         |
| Samedi 1er février 2020 13h00 | ( Fernández) Machís 38e · ( Machís) Fernández 46e | (1 - 1) | 27e (pen.) De Tomás                        | Nuevo Los Cármenes Spectateurs : 15 226 Arbitrage : Guillermo Fernández | Nuevo Los Cármenes Spectateurs : 15 226 Arbitrage : Guillermo Fernández |
| Samedi 1er février 2020 13h00 | Soldado 29e · Sánchez 48e · Gonalons 49e          | Rapport | 55e Iturraspe · 88e Da. López · 90+3e Vilà | Nuevo Los Cármenes Spectateurs : 15 226 Arbitrage : Guillermo Fernández | Nuevo Los Cármenes Spectateurs : 15 226 Arbitrage : Guillermo Fernández |

| 23e journée                   | Espanyol                                                                       | 1 - 0   | RCD Majorque            |                                                             |                                                             |
| Dimanche 9 février 2020 12h00 | ( Darder) De Tomás 58e                                                         | (0 - 0) |                         | RCDE Stadium Spectateurs : 32 084 Arbitrage : Antonio Lahoz | RCDE Stadium Spectateurs : 32 084 Arbitrage : Antonio Lahoz |
| Dimanche 9 février 2020 12h00 | Prieto 6e · Vilà 39e · Di. López 54e · Cabrera 70e · Sánchez 80e · Gómez 90+4e | Rapport | 61e Sevilla · 87e Lumor | RCDE Stadium Spectateurs : 32 084 Arbitrage : Antonio Lahoz | RCDE Stadium Spectateurs : 32 084 Arbitrage : Antonio Lahoz |

| 24e journée                    | Séville FC                                | 2 - 2   | Espanyol                             |                                                                             |                                                                             |
| Dimanche 16 février 2020 12h00 | ( Suso) Ocampos 15e · ( Ocampos) Suso 80e | (1 - 1) | 35e Embarba · 50e Wu ( Calleri)      | Stade Ramón-Sánchez-Pizjuán Spectateurs : 35 694 Arbitrage : Adrián Cordero | Stade Ramón-Sánchez-Pizjuán Spectateurs : 35 694 Arbitrage : Adrián Cordero |
| Dimanche 16 février 2020 12h00 | Gómez 33e · Gudelj 58e                    | Rapport | 38e Wu · 49e, 69e Sánchez · 84e Roca | Stade Ramón-Sánchez-Pizjuán Spectateurs : 35 694 Arbitrage : Adrián Cordero | Stade Ramón-Sánchez-Pizjuán Spectateurs : 35 694 Arbitrage : Adrián Cordero |

#### Classement
| Rang | Équipe                    | Pts | J  | G  | N  | P  | Bp | Bc | Diff | Qualification ou relégation    |
| ---- | ------------------------- | --- | -- | -- | -- | -- | -- | -- | ---- | ------------------------------ |
| 16   | Deportivo Alavés          | 39  | 38 | 10 | 9  | 19 | 34 | 59 | −25  |                                |
| 17   | Celta de Vigo             | 37  | 38 | 7  | 16 | 15 | 37 | 49 | −12  |                                |
| 18   | CD Leganés (R)            | 36  | 38 | 8  | 12 | 18 | 30 | 51 | −21  | Relégation en LaLiga SmartBank |
| 19   | RCD Majorque P (R)        | 33  | 38 | 9  | 6  | 23 | 40 | 65 | −25  | Relégation en LaLiga SmartBank |
| 20   | Espanyol de Barcelone (R) | 25  | 38 | 5  | 10 | 23 | 27 | 58 | −31  | Relégation en LaLiga SmartBank |

### Coupe du Roi
| 1er tour                     | Lleida Esportiu | 0 - 2   | Espanyol                             |                                                                        |                                                                        |
| Jeudi 19 décembre 2019 19h00 |                 | (0 - 0) | 53e Wu ( Piatti) · 90e Wu ( Pedrosa) | Camp d'Esports de Lleida Spectateurs : 3 000 Arbitrage : Antonio Mateu | Camp d'Esports de Lleida Spectateurs : 3 000 Arbitrage : Antonio Mateu |
| Jeudi 19 décembre 2019 19h00 | Rapport         |         |                                      | Camp d'Esports de Lleida Spectateurs : 3 000 Arbitrage : Antonio Mateu | Camp d'Esports de Lleida Spectateurs : 3 000 Arbitrage : Antonio Mateu |

| 2e tour                        | SS de los Reyes              | 0 - 2   | Espanyol                                |                                                                                    |                                                                                    |
| Dimanche 12 janvier 2020 12h00 |                              | (0 - 1) | 45+1e Calleri · 85e De Tomás ( Pedrosa) | Estadio Municipal Nuevo Matapiñonera Spectateurs : 2 800 Arbitrage : Juan Martínez | Estadio Municipal Nuevo Matapiñonera Spectateurs : 2 800 Arbitrage : Juan Martínez |
| Dimanche 12 janvier 2020 12h00 | Sáez 18e, 50e · Estellés 77e | Rapport | 64e Calero · 83e Espinosa               | Estadio Municipal Nuevo Matapiñonera Spectateurs : 2 800 Arbitrage : Juan Martínez | Estadio Municipal Nuevo Matapiñonera Spectateurs : 2 800 Arbitrage : Juan Martínez |

| 1/16e finale                   | Real Sociedad                                         | 2 - 0   | Espanyol                           |                                                             |                                                             |
| Mercredi 22 janvier 2020 21h00 | ( Oyarzabal) Barrenetxea 45+1e · ( Ødegaard) Isak 62e | (1 - 0) |                                    | Anoeta Spectateurs : 21 647 Arbitrage : Alejandro Hernández | Anoeta Spectateurs : 21 647 Arbitrage : Alejandro Hernández |
| Mercredi 22 janvier 2020 21h00 | Merino 25e · Guevara 40e · Muñoz 54e                  | Rapport | 20e Wu · 37e Lozano · 68e J. López | Anoeta Spectateurs : 21 647 Arbitrage : Alejandro Hernández | Anoeta Spectateurs : 21 647 Arbitrage : Alejandro Hernández |

### Ligue Europa

#### Phases de qualifications
| 2e tour de qualification    | Espanyol                                                                                                 | 4 - 0   | Stjarnan |                                                             |                                                             |
| Jeudi 25 juillet 2019 21h00 | ( Pedrosa) Ferreyra 49e · ( Iglesias) Ferreyra 57e · ( J. López) Iglesias 60e · ( Ferreyra) Iglesias 67e | (0 - 0) |          | RCDE Stadium Spectateurs : 19 122 Arbitrage : André Durieux | RCDE Stadium Spectateurs : 19 122 Arbitrage : André Durieux |
| Jeudi 25 juillet 2019 21h00 | Rapport                                                                                                  |         |          | RCDE Stadium Spectateurs : 19 122 Arbitrage : André Durieux | RCDE Stadium Spectateurs : 19 122 Arbitrage : André Durieux |

| 2e tour de qualification  | Stjarnan                   | 1 - 3   | Espanyol                                                       |                                                                   |                                                                   |
| Jeudi 1er août 2019 21h15 | ( Gribenco) Sigurðsson 49e | (0 - 1) | 5e Pedrosa · 52e Iglesias ( Sánchez) · 78e Ferreyra ( Melendo) | Samsung völlurinn Spectateurs : 1 020 Arbitrage : Dumitru Muntean | Samsung völlurinn Spectateurs : 1 020 Arbitrage : Dumitru Muntean |
| Jeudi 1er août 2019 21h15 | Héðinsson 78e              | Rapport | 60e Sánchez                                                    | Samsung völlurinn Spectateurs : 1 020 Arbitrage : Dumitru Muntean | Samsung völlurinn Spectateurs : 1 020 Arbitrage : Dumitru Muntean |

| 3e tour de qualification | FC Lucerne             | 0 - 3   | Espanyol                                                           |                                                          |                                                          |
| Jeudi 8 août 2019 21h00  |                        | (0 - 1) | 28e Ferreyra ( Melendo) · 59e Vilà ( Roca) · 89e Vargas ( Sánchez) | Swissporarena Spectateurs : 9 191 Arbitrage : Fran Jović | Swissporarena Spectateurs : 9 191 Arbitrage : Fran Jović |
| Jeudi 8 août 2019 21h00  | Ndenge 12e · Eleke 27e | Rapport | 14e Pedrosa · 63e Sánchez · 74e Vilà                               | Swissporarena Spectateurs : 9 191 Arbitrage : Fran Jović | Swissporarena Spectateurs : 9 191 Arbitrage : Fran Jović |

| 3e tour de qualification | Espanyol                                                             | 3 - 0   | FC Lucerne |                                                              |                                                              |
| Jeudi 15 août 2019 21h00 | ( Vargas) Wu 3e · ( Vargas) Campuzano 27e · ( Granero) Campuzano 38e | (3 - 0) |            | RCDE Stadium Spectateurs : 13 214 Arbitrage : Jorge de Sousa | RCDE Stadium Spectateurs : 13 214 Arbitrage : Jorge de Sousa |
| Jeudi 15 août 2019 21h00 |                                                                      | Rapport | 33e Arnold | RCDE Stadium Spectateurs : 13 214 Arbitrage : Jorge de Sousa | RCDE Stadium Spectateurs : 13 214 Arbitrage : Jorge de Sousa |

| Barrages                 | Espanyol                                                 | 3 - 1   | Zorya Louhansk           |                                                              |                                                              |
| Jeudi 22 août 2019 21h00 | Ferreyra 58e · ( Darder) J. López 79e · ( Wu) Vargas 81e | (0 - 1) | 38e Kocherhin ( Kabayev) | RCDE Stadium Spectateurs : 13 686 Arbitrage : Tobias Stieler | RCDE Stadium Spectateurs : 13 686 Arbitrage : Tobias Stieler |
| Jeudi 22 août 2019 21h00 | Ferreyra 21e                                             | Rapport | 24e Hanna · 45+4e Hromov | RCDE Stadium Spectateurs : 13 686 Arbitrage : Tobias Stieler | RCDE Stadium Spectateurs : 13 686 Arbitrage : Tobias Stieler |

| Barrages                 | Zorya Louhansk                             | 2 - 2   | Espanyol                                    |                                                                |                                                                |
| Jeudi 29 août 2019 19h00 | Liedniev 54e · ( Khomchenovskyi) Rusyn 78e | (0 - 1) | 34e Ferreyra ( Darder) · 62e Vargas ( Roca) | Slavutych-Arena Spectateurs : 10 181 Arbitrage : Radu Petrescu | Slavutych-Arena Spectateurs : 10 181 Arbitrage : Radu Petrescu |
| Jeudi 29 août 2019 19h00 | Rapport                                    |         |                                             | Slavutych-Arena Spectateurs : 10 181 Arbitrage : Radu Petrescu | Slavutych-Arena Spectateurs : 10 181 Arbitrage : Radu Petrescu |

#### Phase de groupes
| Rang | Équipe                | Pts | J | G | N | P | Bp | Bc | Diff |  | Résultats (▼ dom., ► ext.) |     |     |     |     |
| ---- | --------------------- | --- | - | - | - | - | -- | -- | ---- |  | -------------------------- | --- | --- | --- | --- |
| 1    | Espanyol de Barcelone | 11  | 6 | 3 | 2 | 1 | 12 | 4  | +8   |  | Espanyol de Barcelone      |     | 6-0 | 1-1 | 0-1 |
| 2    | Ludogorets Razgrad    | 8   | 6 | 2 | 2 | 2 | 10 | 10 | 0    |  | Ludogorets Razgrad         | 0-1 |     | 1-1 | 5-1 |
| 3    | Ferencváros TC        | 7   | 6 | 1 | 4 | 1 | 5  | 7  | -2   |  | Ferencváros TC             | 2-2 | 0-3 |     | 0-0 |
| 4    | CSKA Moscou           | 5   | 6 | 1 | 2 | 3 | 3  | 9  | -6   |  | CSKA Moscou                | 0-2 | 1-1 | 0-1 |     |

| 1re journée                   | Espanyol   | 1 - 1   | Ferencváros TC     |                                                                |                                                                |
| Jeudi 19 septembre 2019 21h00 | Vargas 60e | (0 - 0) | 10e (csc) J. López | RCDE Stadium Spectateurs : 18 125 Arbitrage : Nikola Dabanović | RCDE Stadium Spectateurs : 18 125 Arbitrage : Nikola Dabanović |
| Jeudi 19 septembre 2019 21h00 |            | Rapport | 41e Ignatenko      | RCDE Stadium Spectateurs : 18 125 Arbitrage : Nikola Dabanović | RCDE Stadium Spectateurs : 18 125 Arbitrage : Nikola Dabanović |

| 2e journée                 | CSKA Moscou                                | 0 - 2   | Espanyol                           |                                                          |                                                          |
| Jeudi 3 octobre 2019 18h55 |                                            | (0 - 0) | 64e Wu ( Vargas) · 90+5e Campuzano | VEB Arena Spectateurs : 22 288 Arbitrage : Ali Palabıyık | VEB Arena Spectateurs : 22 288 Arbitrage : Ali Palabıyık |
| Jeudi 3 octobre 2019 18h55 | Fernandes 37e · Obliakov 87e · Bijol 90+2e | Rapport | 31e Piatti · 67e Granero · 70e Lei | VEB Arena Spectateurs : 22 288 Arbitrage : Ali Palabıyık | VEB Arena Spectateurs : 22 288 Arbitrage : Ali Palabıyık |

| 3e journée                  | Ludogorets                        | 0 - 1   | Espanyol                                           |                                                                 |                                                                 |
| Jeudi 24 octobre 2019 18h55 |                                   | (0 - 1) | 13e Campuzano ( L. López)                          | Ludogorets Arena Spectateurs : 10 334 Arbitrage : Ali Palabıyık | Ludogorets Arena Spectateurs : 10 334 Arbitrage : Ali Palabıyık |
| Jeudi 24 octobre 2019 18h55 | Cicinho 15e · Moți 25e · Abel 59e | Rapport | 85e, 88e J. López · 87e Iturraspe · 90+1e L. López | Ludogorets Arena Spectateurs : 10 334 Arbitrage : Ali Palabıyık | Ludogorets Arena Spectateurs : 10 334 Arbitrage : Ali Palabıyık |

| 4e journée                  | Espanyol | 6 - 0   | Ludogorets                                                 |                                                                 |                                                                 |
| Jeudi 7 novembre 2019 21h00 | ( Granero) Melendo 4e · ( Granero) L. López 19e · Vargas 36e (pen.) · ( Melendo) Campuzano 52e · ( Corchia) Pedrosa 73e · ( Vargas) Ferreyra 76e | (3 - 0) |                                                            | RCDE Stadium Spectateurs : 13 963 Arbitrage : François Letexier | RCDE Stadium Spectateurs : 13 963 Arbitrage : François Letexier |
| Jeudi 7 novembre 2019 21h00 | | Rapport | 12e Forster · 25e, 34e Góralski · Badji 90e · Lukoki 90+1e | RCDE Stadium Spectateurs : 13 963 Arbitrage : François Letexier | RCDE Stadium Spectateurs : 13 963 Arbitrage : François Letexier |

| 5e journée                   | Ferencváros TC                   | 2 - 2   | Espanyol                                                             |                                                               |                                                               |
| Jeudi 28 novembre 2019 18h55 | Sigér 23e · Škvarka 90+1e (pen.) | (1 - 1) | 31e Melendo ( Ávila) · 90+6e Darder ( Ávila)                         | Groupama Aréna Spectateurs : 19 111 Arbitrage : Tiago Martins | Groupama Aréna Spectateurs : 19 111 Arbitrage : Tiago Martins |
| Jeudi 28 novembre 2019 18h55 | Ćivić 12e, 90+4e · Frimpong 35e  | Rapport | 42e L. López · 76e Calero · 76e Vilà · 78e Ezzarfani · 90e Iturraspe | Groupama Aréna Spectateurs : 19 111 Arbitrage : Tiago Martins | Groupama Aréna Spectateurs : 19 111 Arbitrage : Tiago Martins |

| 6e journée                   | Espanyol | 0 - 1   | CSKA Moscou                                             |                                                          |                                                          |
| Jeudi 12 décembre 2019 21h00 |          | (0 - 0) | 84e Vlašić ( Fernandes)                                 | RCDE Stadium Spectateurs : 10 615 Arbitrage : Kevin Blom | RCDE Stadium Spectateurs : 10 615 Arbitrage : Kevin Blom |
| Jeudi 12 décembre 2019 21h00 |          | Rapport | 71e Obliakov · 72e Magnússon · 76e Karpov · 77e Diveïev | RCDE Stadium Spectateurs : 10 615 Arbitrage : Kevin Blom | RCDE Stadium Spectateurs : 10 615 Arbitrage : Kevin Blom |

#### Phase finale
| 1/16e aller                 | Wolverhampton Wanderers             | 4 - 0   | Espanyol                                |                                                                                        |                                                                                        |
| Jeudi 20 février 2020 21h00 | Jota 15e · Neves 52e · Jota 67e 81e | (1 - 0) |                                         | Molineux Stadium Spectateurs : 30 435 Diffuseur : RMC Sport Arbitrage : Tobias Stieler | Molineux Stadium Spectateurs : 30 435 Diffuseur : RMC Sport Arbitrage : Tobias Stieler |
| Jeudi 20 février 2020 21h00 | Moutinho 44e                        | Rapport | 67e Gomez · 78e Sanchez · 43e Iturraspe | Molineux Stadium Spectateurs : 30 435 Diffuseur : RMC Sport Arbitrage : Tobias Stieler | Molineux Stadium Spectateurs : 30 435 Diffuseur : RMC Sport Arbitrage : Tobias Stieler |

| 1/16e retour                | Espanyol                               | 3 - 2   | Wolverhampton Wanderers                  |                                                                                 |                                                                                 |
| Jeudi 27 février 2020 18h55 | Calleri 16e 57e (pen.) 90+1e           | (1 - 1) | 22e Traoré · 79e Doherty                 | RCDE Stadium Spectateurs : 14 525 Diffuseur : RMC Sport Arbitrage : Marco Guida | RCDE Stadium Spectateurs : 14 525 Diffuseur : RMC Sport Arbitrage : Marco Guida |
| Jeudi 27 février 2020 18h55 | Sánchez 40e · Vargas 66e · Calleri 66e | Rapport | 6e Traoré · 57e Kilman · 63e Gibbs-White | RCDE Stadium Spectateurs : 14 525 Diffuseur : RMC Sport Arbitrage : Marco Guida | RCDE Stadium Spectateurs : 14 525 Diffuseur : RMC Sport Arbitrage : Marco Guida |